# Саут-Валли (Нью-Мексико)
Саут-Валли (англ.  South Valley) — статистически обособленная местность и невключённая территория в округе Берналийо, штат Нью-Мексико, США. 
Население по переписи 2020 года составляло 38 338 жителей. Является частью метрополитенского ареала Альбукерке. Почтовая служба США использует наименование «Альбукерке» для обозначения всех адресов в Саут-Валли (почтовый индекс 87105).

## География и окружающая среда
Саут-Валли расположен в центральной части округа Берналийо и граничит на севере, востоке и половине западной части с городом Альбукерке. Река Рио-Гранде протекает с севера на юг через центральную часть Саут-Валли.
По данным Бюро переписи населения США, общая площадь СОМ составляет 30,1 миль² (77,9 км²), из которых 28,8 миль² (74,6 км²) приходится на сушу, а 1,3 мили² (3,3 км²), или 4,23%, — на воду.
Муниципальные скважины Сан-Хосе № 3 и Сан-Хосе № 6 были выведены из эксплуатации в 1981 году из-за загрязнения низкими уровнями органических растворителей, галоидоуглеродов и ароматических соединений. Эти скважины были закупорены и заброшены в сентябре 1994 года. Участок остаётся в списке участков экологической программы Суперфонд с продолжающимися восстановительными мероприятиями по сдерживанию, улавливанию и снижению концентрации загрязняющего шлейфа в грунтовых водах.

## Демография
| 2010   | 2020    |
| ------ | ------- |
| 40 976 | ↘38 338 |

По данным переписи населения 2000 года, на территории СОМ проживали 40 976 человек, насчитывалось 13 802 домохозяйства и 10 087 семей. Расовый состав СОМ был следующим: 59,5% — белые, 1,2% — афроамериканцы, 2,2% — коренные американцы, 0,4% — азиаты, 32,7% — представители других рас и 4,0% — представители двух или более рас. Испаноязычные или латиноамериканцы любой расы составляли 80,2% населения.
Было зарегистрировано 13 802 домохозяйства, из которых в 31,8% проживали дети в возрасте до 18 лет, в 46,1% — супружеские пары, живущие вместе, в 17,8% домохозяйства возглавлялись женщинами без мужей, в 9,2% домохозяйства возглавлялись мужчинами без жен, а в 26,9% не было семей. 
Около 17,4% семей и 25,9% населения находились за чертой бедности, в том числе 29,2% лиц моложе 18 лет и 17,9% лиц в возрасте 65 лет и старше.

## Усилия по инкорпорации
В настоящее время Саут-Валли является неинкорпорированной территорией в округе Берналийо, которая находится к югу от городских границ Альбукерке. В январе 2010 года в Саут-Валли были проведены специальные выборы, чтобы решить, следует ли территории инкорпорироваться в город, который будет назван Валле-де-Атриско. Избиратели Саут-Валли подавляющим большинством голосов отклонили инкорпорацию с перевесом в 93 процента против 7 процентов во время специальных выборов 5 января 2010 года. Противники инкорпорации ссылались на потенциальные расходы (и налоговое бремя для жителей) на обеспечение образования, общественных работ, полиции и пожарных служб в Саут-Валли, поскольку округ Берналийо больше не будет предоставлять эти услуги сообществу после инкорпорации. Сторонники выступали за инкорпорацию, чтобы защитить сообщество от возможного присоединения к городу Альбукерке, а также на потенциальные повышенные налоги и предполагаемое ухудшение общественных услуг, которые возникнут в результате интеграции в город.

## Образование
Он относится к государственным школам Альбукерке. Средняя школа Рио-Гранде находится в Саут-Валли.